# NGC 6439
NGC 6439 ist ein 12,6 mag heller planetarischer Nebel im Sternbild Schütze und etwa 6400 Parsec von der Erde entfernt. Er wurde am 18. August 1882 von Edward Pickering entdeckt.